# Marché public
 (février 2014).
Si vous disposez d'ouvrages ou d'articles de référence ou si vous connaissez des sites web de qualité traitant du thème abordé ici, merci de compléter l'article en donnant les références utiles à sa vérifiabilité et en les liant à la section « Notes et références ».
Un marché public est un contrat conclu à titre onéreux entre un acheteur public (appelé pouvoir adjudicateur dans le droit de l'Union européenne) et des personnes publiques ou privées, et qui répond aux besoins de cet acheteur public en matière de fournitures, services et travaux.
Un marché public peut être passé par différents types d'acheteurs publics : les collectivités publiques (État central, entité fédérée, collectivité territoriale, agence publique spécialisée) ou des personnes morales assimilées à des acheteurs publics.

## Au niveau mondial
Au niveau mondial, les marchés publics ont été évoqués dès l'après-guerre dans le cadre des Nations unies, mais à cette époque de guerre froide, ils ont été regardés comme relevant de la souveraineté des États et laissés de côté par le droit international.
Ce mouvement a commencé à s'inverser en 1986 dans le cadre du cycle d'Uruguay. Il s'est achevé le 15 avril 1994 à Marrakech, par l'adoption de l'Accord plurilatéral sur les marchés publics (AMP) le même jour que la création de l'Organisation mondiale du commerce (OMC). Parallèlement, la Commission des Nations unies pour le droit commercial international (CNUDCI) a adopté des lois types pour la passation des marchés publics dans les États émergents ou en développement.

## Par pays

### Canada

#### Québec
Au Québec, la commission Charbonneau est une commission d'enquête gouvernementale qui a recommandé l'adoption de plusieurs règles qui relèvent du droit des marchés publics, dans le but de lutter contre la corruption et la collusion dans l'octroi de contrats publics. Cette commission d'enquête a entraîné la remise en cause de la règle du plus bas soumissionnaire pour l'octroi de contrats publics municipaux.

#### Ontario
Selon une étude parue en 2022, la région de Waterloo a vu une baisse moyenne de 14 % du prix du plus bas soumissionnaire lors ses appels d’offres publics, à la suite du passage du projet de loi 66, un projet de loi qui a pour conséquence d’élargir le bassin d’entreprises éligibles pouvant soumissionner sur un appel d’offres public.

### États-Unis
Tous les États n'ont pas adhéré à l'Accord multilatéral sur les marchés publics. Les États-Unis en sont cosignataires, mais ils ont émis une réserve pour continuer à utiliser le Small Business Act adopté par le Congrès américain le 30 juillet 1953 et maintes fois amendé depuis. Le SBA vise à favoriser l'accès des petites et moyennes entreprises américaines, aux marchés publics de l'État fédéral dans le cadre de la Section 19 des Federal Acquisition Regulations (FAR) - le Code des marchés publics de l'État fédéral américain.

### Europe

#### Union européenne
Dans l'Union européenne, une première vague de directives a tenté d'encadrer la passation des marchés publics dans les années 1970. Mais cette première règlementation s'est révélée être un échec. La seconde vague de directives, dites « Recours », a été adoptée entre 1989 et 1993,. La troisième vague date du 31 mars 2004,. L'Union européenne trouve son intérêt à agir dans le fait que les marchés publics y représentent un pourcentage du PIB variant entre 11 et 22 % selon les États membres.
Au niveau européen, selon des chiffres de 2004 établis avant l'entrée des dix PECO), les marchés publics représentent près de 16 % du PIB de l'Union européenne à 1 430 milliards d'euros. Cela s'explique par la politique des fonds structurels d'aides aux pays en retard pour financer leurs infrastructures (voir les grands chantiers de Madère, ou de la Grèce pour les Jeux Olympiques payés avec des fonds de l'Union européenne). Incidente : le recentrage du budget de l'Europe de la Politique agricole commune (qui doit passer de 50 % du budget total en 2002 à moins de 30 % en 2012) va renforcer encore les marchés publics.
Compte tenu de l’importance des marchés publics dans l’économie de l’Union européenne, il est indispensable d’assurer l’égalité de toutes les entreprises face à la commande publique, notamment des PME. Au début de l’année 2011, la Commission européenne a publié un livre vert sur la modernisation de la politique de l'UE en matière de marchés publics - vers un marché européen des contrats publics plus performant, dont le but est d’aboutir, à terme, à une proposition législative sur la réforme des règles européennes en matière de marchés publics.
Depuis 2004 jusqu'en 2014, les marchés publics européens étaient encadrés par deux directives :
- la directive 2004/17/CE « relative à la passation de marchés par des entités opérant dans les secteurs de l’eau, de l’énergie, des transports et des services postaux ». Elle a été abrogée par la directive 2014/25/UE, entrée en vigueur depuis le 17/04/2014, avec une date limite de transposition fixée au 18/04/2016.
- la directive 2004/18/CE « sur la passation des marchés publics », dédiée à l'ensemble des autres secteurs, qu'il s'agisse de prestations intellectuelles, de services ou de travaux. Cette directive est abrogée[10] par la directive 2014/24/UE, entrée en vigueur le 17/04/2014, avec une date limite de transposition fixée au 18/04/2016.

Dans le prolongement de son livre vert de début 2011, la Commission européenne a rédigé en 2012 des propositions pour deux nouvelles directives, l'une destinée aux marchés publics, l'autre pour les concessions de services publics, afin de moderniser la législation communautaire que constituent les directives de 2004. Ces directives ont été modifiées en 2014, avec le 15 janvier un vote favorable lors de leur passage devant le Parlement européen puis l'adoption en Conseil des affaires générales de l’Union européenne le 11 février du paquet « commande publique. »
La directive 2014/24/UE du Parlement européen et du Conseil du 26 février 2014 sur la passation des marchés publics a été adoptée.
Après une publication des textes au Journal officiel de l'Union européenne le 28 mars 2014, les pays membres ont eu deux ans jusqu'au 18/04/2016 pour réaliser la transposition dans leurs droits nationaux, et encore de trente mois pour mettre au point ceux concernant les dispositions relatives à la dématérialisation des marchés publics.

#### Belgique
En droit belge, les marchés publics font aujourd'hui l'objet d'une nouvelle loi, adoptée le 17 juin 2016, « relative aux marchés publics », qui transpose la directive européenne 2014/24/UE.
Cette législation adapte les terminologies nationales traditionnelles (notamment l'appel d'offres et l'adjudication) aux concepts européens et prend en compte la jurisprudence de la Cour de Justice de l'Union européenne rendue depuis les années 2000.
Elle ne concerne toutefois que les seuls marchés publics de travaux, de fournitures et de services. Les autres contrats publics, tels que les concessions, font l'objet de règlementations distinctes.
Les marchés publics doivent être passés dans le respect du principe d'égalité et de transparence des opérateurs économiques (article 4 de la loi). En cas de violation de ce principe, un recours peut être introduit devant le Conseil d'État ou devant les juridictions judiciaires, en fonction de la qualité de l'adjudicateur (en général un pouvoir public). Ce recours vise à suspendre ou à annuler le marché conclu.
Le contentieux de l'exécution du marché (les litiges qui naissent entre les parties au contrat, durant la vie de celui-ci) sont par contre, exclusivement de la compétence des juridictions judiciaires.

#### France
En droit français, le code de la commande publique définit les règles de mise en concurrence pour ce qui concerne l'achat de fournitures, de prestations de services ou de travaux par les personnes publiques (ministères, services déconcentrés de l'État, établissements publics, collectivités territoriales).
Un marché public relevant du code de la commande publique est un contrat administratif.
Recensés par l'Observatoire économique de l'achat public (OEAP) depuis 2005, l'ensemble des achats publics atteignait en 2008 environ 68 milliards d'euros soit environ 7 % du PIB. Les enjeux sont importants tant au niveau des acheteurs que des opérateurs économiques. Les achats publics sont toutefois en diminution au début des années 2010 : le montant des contrats passe de 83 milliards d'euros hors taxe en 2011 à 71,5 milliards en 2013.
L'influence de l'Union européenne a conduit la France à réformer le code des marchés publics en 2001, puis en 2004 et en 2006. De même elle a adopté l'ordonnance no 2005-649 du 6 juin 2005 pour les achats de certains organismes publics non soumis au code des marchés publics.
Pour répondre à la transposition des nouvelles directives, le droit des marchés publics a été profondément remanié par l'ordonnance no 2015-899 du 23 juillet 2015 relative aux marchés publics, valable aussi bien pour les acheteurs précédemment soumis au code des marchés publics que pour ceux qui relevaient de l'ordonnance de 2005. La matière a été recodifiée dans le code de la commande public, publié en décembre 2018 et entré en vigueur le 1er avril 2019.
Les grands principes des marchés publics, les pouvoirs publics doivent :
- définir les besoins de la commande publique le plus précisément possible
- respecter le principe de liberté d'accès des entreprises intéressées par la commande publique
- respecter le principe d'égalité des entreprises postulantes
- respecter le principe de transparence des procédures d'attribution des marchés publics

La violation de ces principes constitue le délit de favoritisme et est sanctionnée pénalement.
Le code de la commande publique définit deux types de contrats :
1. Le marché public ;
2. L'accord-cadre.

Deux catégories de procédures de mise en concurrence existent :
1. Les procédures formalisées (appel d'offres, procédures négociées, dialogue compétitif, concours et système d'acquisition dynamique). Les avenants tolérés dans le cadre de ces procédures ne doivent pas dépasser 20 % du marché. Les marchés publics soumis à procédures formalisées doivent faire l'objet d'une pré-information avant leur publicité;
2. Les procédures adaptées selon l'article L.2123-1 du code de la commande publique.

Compte tenu de la complexité de la réglementation, d'un contrôle de légalité très exigeant et du nombre très important de contentieux sur les procédures, les personnes publiques soumises à la réglementation des marchés publics ont très souvent extrêmement de difficulté à se détacher de la vision procédurale qu'elles ont des marchés publics pour aller vers un management tourné vers les techniques d'achat[réf. nécessaire].

#### Suisse
En Suisse, les marchés publics de la Confédération sont réglés par la loi fédérale sur les marchés publics.

### Afrique

#### Algérie
La réglementation des marchés publics en Algérie est considérée comme l'un des domaines les plus compliqués du droit public. A part l'actuel décret présidentiel n°15-247 du 16 septembre 2015 relatif aux règles de passation des marchés et des délégations de service public (Journal officiel n°50 du 16 septembre 2015), l'Algérie a connu pas moins de cinq (05) anciennes versions couvrant ce domaine du droit qui ont eu lieu en 1967, 1982, 1991, 2005 et 2010,.
Le nouveau code a prévu des procédures spécifiques : 
1. Cas d’urgence impérieuse.
2. Cas de procédure adaptée.
3. Cas de procédure nécessitant une promptitude de décision.
4. Cas de procédure relative aux prestations de service.
5. Cas de procédure relative aux charges[20].

Le texte de loi actuel se fonde sur les trois principes à savoir :
- La liberté d’accès à la commande publique.
- L’égalité de traitement des candidats.
- La transparence des procédures.

Le texte de 2015 a introduit :
- Une adaptation de la réglementation aux nouvelles mutations économiques.
- Une meilleure souplesse des procédures.
- Une intégration de la notion de développement durable.
- Un encouragement de la politique d’insertion professionnelle des personnes aux besoins spécifiques.
- Une création d’une autorité de régulation des marchés publics.
- Une formation sur les marchés obligatoires pour les intervenants dans ce domaine.
- Une décentralisation des commissions au niveau régional.
- Une fusion de la commission d’ouverture des plis et de la commission d’évaluation des offres.
- Un code de déontologie et éthique.
- La création d’un comité de règlement des litiges à l’amiable, au niveau national et régional.
- La promotion de la production nationale, en lui attribuant une marge de préférence de 25 %.
- La réservation de 20 % de la commande publique, au PME.
- Une augmentation du seuil des marchés publics soumis à appel d’offres.
- Une évaluation des offres sur celles économiquement la plus avantageuse.

Sont soumis à cette réglementation toutes les institutions, organismes et entreprises publiques, quels que soient leurs statuts, soumises à la comptabilité publique et utilisant des fonds publics ou deniers publics pour ses besoins.
Les opérateurs utilisant des fonds publics sont dans l’obligation de publier leurs appels d’offres dans deux quotidiens nationaux en arabe et en français. 

#### Burkina Faso
La pierre angulaire de la passation des marchés publics au Burkina Faso est le décret no 173/2008 PRES/PM/MEF du/04/2008 portant réglementation générale des marchés publics et de délégation des services publics au Burkina Faso et son modificatif le décret no 123-2012 PRES/PM/MEF qui consacrent une nouvelle organisation des structures chargées de la passation des marchés publics au Burkina Faso ainsi qu'une clarification de certaines notions issues du droit colonial français. La particularité du droit des marchés publics au Burkina c'est l'utilisation des termes d'« achats publics » et de « commande publique » en lieu et place du marché public qui est défini comme un type de contrats d'achat public dont le montant est supérieur ou égal à vingt millions (20 000 000) de francs CFA. Quant aux contrats dont le montant est compris entre cinq millions et vingt millions sans atteindre ce dernier chiffre, ils sont qualifiés de lettres de commande et ceux dont le montant est inférieur à cinq millions de FCFA sont des bons de commande. La direction générale des marchés publics (DGMP) et son organe l'Autorité de régulation des marchés publics (ARMP) ont pour mission respectivement de porter leur visa et de régulation, ainsi que le règlement non juridictionnel dans les passations des marchés publics. En outre, un organe bipartite composé du secteur privé et de l'administration publique a été mis en place aux fins de résolution des conflits nés à l'occasion de la passation ou de l'exécution de la commande publique : la commission de règlement amiable des litiges (CRAL).